# Eilandsraadverkiezingen Aruba 1979
Op 25 april 1979 vonden in Aruba verkiezingen plaats voor de eilandsraad van Aruba. Dit was de eerste verkiezing waarbij het stemmen bij volmacht uitgesloten was. In februari 1979 had de eilandsraad de regeling uit het kiesreglement geschrapt vanwege uitwassen in het volmachtsysteem.

## Deelnemende partijen
| Lijst | Partij | Lijsttrekker  |
| ----- | ------ | ------------- |
| 1     | MEP    | Betico Croes  |
| 2     | PPA    | Virgilio Kock |
| 3     | RUBA   | Watty Vos     |
| 4     | AVP    | Henny Eman    |
| 5     | PLA    | Tecla Gibbs   |

## Uitslag

### Stemmen en zetelverdeling
| Partij      | Partij                                  | 1975      | 1975  | 1975   | 1979      | 1979  | 1979   | verschil | verschil |
| Partij      | Partij                                  | # stemmen | %     | zetels | # stemmen | %     | zetels | %        | zetels   |
| ----------- | --------------------------------------- | --------- | ----- | ------ | --------- | ----- | ------ | -------- | -------- |
|             | Movimiento Electoral di Pueblo          | 18.374    | 59,54 | 13     | 18.551    | 56,60 | 12     | +0,01    | -1       |
|             | Arubaanse Volkspartij                   | 1.743     | 5,65  | 1      | 6.063     | 18,50 | 4      | +247,85  | +3       |
|             | Partido Patriotico Arubano              | 10.843    | 34,81 | 7      | 4.867     | 14,85 | 3      | -55,11   | -4       |
|             | Reformistanan Uni pa Bienestar di Aruba | -         | -     | -      | 3.181     | 9,71  | 2      | +9,71    | +2       |
|             | Partido Liber di Aruba                  | -         | -     | -      | 113       | 0,34  | -      | +0,34    | -        |
|             | Totaal                                  | 32.775    | 100   | 21     | 35.898    | 100   | 21     |          | 0        |
| Bron:Amigoe |                                         |           |       |        |           |       |        |          |          |

### Samenstelling eilandsraad
De zittingsperiode van de nieuwe Arubaanse eilandsraad ging in op 1 juli 1979. Voorzitter van de eilandsraad is de zittende gezaghebber. In de eerste raadsvergadering werden tot gedeputeerde gekozen: Efraim de Kort, Pedro (Charro) Kelly, Nelson Oduber, Daniel Leo, Remy Zaamdam en Grace Bareño, de eerste vrouw in deze functie.
| nr. | Eilandsraadlid                | Partij | Opmerkingen                                          |
| --- | ----------------------------- | ------ | ---------------------------------------------------- |
| 1   | dhr G.F. Croes                | MEP    | fractieleider                                        |
| 2   | dhr. Pedro Bislip             | MEP    | werd gezaghebber per 1 februari 1983                 |
| 3   | dhr. N.O. Oduber              | MEP    |                                                      |
| 4   | mvr. Grace Bareño             | MEP    |                                                      |
| 5   | dhr. D.I. Leo                 | MEP    |                                                      |
| 6   | dhr. P.P. Kelly               | MEP    |                                                      |
| 7   | dhr. Remy Zaandam             | MEP    |                                                      |
| 8   | dhr. E.M. de Kort             | MEP    |                                                      |
| 9   | dhr. Kaspar Boekhoudt         | MEP    |                                                      |
| 10  | dhr. Roy van Putten           | MEP    | v.a. oktober 1979 vervangen door Hipolito Tromp      |
| 11  | dhr. Frank Croes              | MEP    |                                                      |
| 12  |                               | MEP    |                                                      |
| 13  | dhr. J.H.A. Eman              | AVP    | fractieleider                                        |
| 14  | mvr. Edith van der Hans-Orman | AVP    | v.a. augustus 1979 vervangen door Adri de Palm       |
| 15  | dhr. J.F. Bareno              | AVP    |                                                      |
| 16  | dhr. A.W. Engelbrecht         | AVP    | v.a. augustus 1979 vervangen door R. Lopez Henriquez |
| 17  | dhr. Virgilio Kock            | PPA    | fractieleider                                        |
| 18  | dhr. Dominico Tromp           | PPA    |                                                      |
| 19  | dhr. W.J.M. Nisbet            | PPA    |                                                      |
| 20  | dhr. E.J. Vos                 | RUBA   | fractieleider                                        |
| 21  | dhr. Rudy Frank               | RUBA   |                                                      |